# Campeonato da Europa de Atletismo de 2016 - 5000 m masculino
A prova dos 5000 metros masculino do Campeonato da Europa de Atletismo de 2016 foi disputada no dia 10 de julho de 2016 no Estádio Olímpico de Amsterdã em Amesterdão,  nos Países Baixos. 

## Recordes
Antes desta competição, os recordes mundiais e do campeonato nesta prova eram os seguintes:
|                       | Nome             | Nacionalidade | Tempo     | Local     | Data                 |
| --------------------- | ---------------- | ------------- | --------- | --------- | -------------------- |
| Recorde mundial       | Kenenisa Bekele  | Etiópia       | 12m37s35  | Hengelo   | 31 de maio de 2004   |
| Recorde do campeonato | Jack Buckner     | Reino Unido   | 13m10s 15 | Estugarda | 31 de agosto de 1986 |
| Recorde europeu       | Mohammed Mourhit | Bélgica       | 12m49s71  | Bruxelas  | 25 de agosto de 2000 |

## Medalhistas
| Ouro             | Prata              | Bronze               |
| Ilias Fifa (ESP) | Adel Mechaal (ESP) | Richard Ringer (GER) |

## Cronograma
Todos os horários são locais (UTC+2).
| Data        | Hora  | Evento |
| ----------- | ----- | ------ |
| 10 de julho | 18:10 | Final  |

## Resultado final

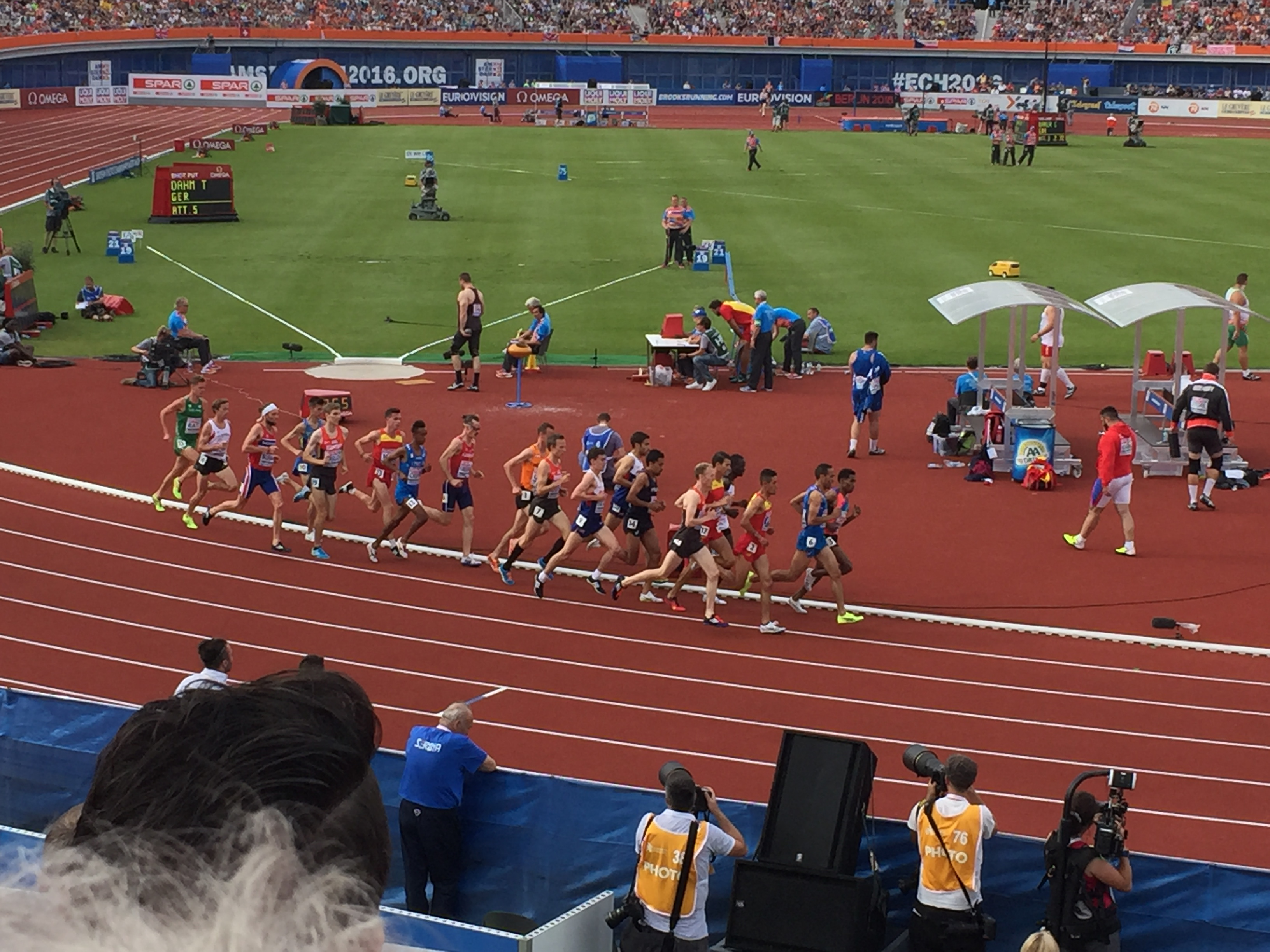
A final em disputa

| Posição           | Atleta              | Nacionalidade | Tempo    | Notas                |
| ----------------- | ------------------- | ------------- | -------- | -------------------- |
| Medalha de ouro   | Ilias Fifa          | Espanha       | 13:40.85 |                      |
| Medalha de prata  | Adel Mechaal        | Espanha       | 13:40.85 |                      |
| Medalha de bronze | Richard Ringer      | Alemanha      | 13:40.85 | Recorde da temporada |
| 4                 | Henrik Ingebrigtsen | Noruega       | 13:40.86 |                      |
| 5                 | Mourad Amdouni      | França        | 13:40.94 |                      |
| 6                 | Hayle Ibrahimov     | Azerbaijão    | 13:42.20 |                      |
| 7                 | Florian Orth        | Alemanha      | 13:45.40 |                      |
| 8                 | Yemaneberhan Crippa | Itália        | 13:46.30 |                      |
| 9                 | Aras Kaya           | Turquia       | 13:47.42 |                      |
| 10                | Martin Sperlich     | Alemanha      | 13:48.81 |                      |
| 11                | Dennis Licht        | Países Baixos | 13:54.21 |                      |
| 12                | Jonathan Taylor     | Grã-Bretanha  | 13:55.20 |                      |
| 13                | Carlos Mayo         | Espanha       | 13:58.22 |                      |
| 14                | Brenton Rowe        | Áustria       | 13:58.96 |                      |
| 15                | Jonny Davies        | Grã-Bretanha  | 14:04.13 |                      |
| 16                | Kevin Batt          | Irlanda       | 14:20.50 |                      |
| 17                | Sindre Buraas       | Noruega       | 14:26.05 |                      |
| 18                | Mykola Nyzhnyk      | Ucrânia       | 14:28.24 |                      |
| 19                | Ali Kaya            | Turquia       | DNS      |                      |
| —                 | Jamel Chatbi        | Itália        | 13:49.93 | Doping               |

Legenda
| Recorde mundial       | Recorde mundial (World record)               |                       | Recorde africano                      | Recorde africano (African) |                                           | Q | Classificado por posição (Qualified) |
| Recorde do campeonato | Recorde do campeonato (Championship record)  | Recorde da América    | Recorde da América (Americas)         | q                          | Classificado por melhor tempo (Qualified) |   |                                      |
| Melhor marca do ano   | Melhor marca do ano (World leading)          | Recorde asiático      | Recorde asiático (Asian)              | DNS                        | Não largou (Did not start)                |   |                                      |
| Recorde nacional      | Recorde nacional (National record)           | Recorde europeu       | Recorde europeu (European)            | DNF                        | Não terminou (Did not finish)             |   |                                      |
| Recorde pessoal       | Recorde pessoal do atleta (Personal best)    | Recorde da Oceania    | Recorde da Oceania (Oceania)          | DSQ / DQ                   | Desclassificado (Disqualified)            |   |                                      |
| Recorde da temporada  | Recorde da temporada do atleta (Season best) | Recorde sul-americano | Recorde sul-americano (South America) | NM                         | Sem marca (No mark)                       |   |                                      |